# Luis de Carvajal
Luis de Carvajal (n. 1556, Toledo, Castilia-La Mancha, Spania – d. 1607, Madrid, Madrid⁠(d), Spania) a fost un pictor spaniol din perioada Renașterii.
Născut la Toledo, a fost fratele sculptorului și arhitectului Juan Bautista Monegro și elevul lui Juan de Villoldo⁠(d). La vârsta de 21 de ani, lucra cu maestrul său în capela arhiepiscopală din Toledo.
Apoi a fost numit pictor pentru regele Filip al II-lea al Spaniei. A pictat câteva lucrări mai mici pentru mănăstirea El Escorial. În 1570, a pictat șapte pânze mari pentru biserica din Escorial, împerecheând următorii sfinți: Cosme și Damián; Sixto și Elias; Cecilia și Barbara; Bonaventura și Toma de Aquin; Ioan Chrisostom și Grigore Nazarinean; Ambrosius și Nicolas din Bari; Leandru și Isidore. De asemenea, a decorat două oratorii în mănăstirea Evangheliștilor în care a reprezentat Botezul lui Hristos, Adorarea Magilor, Anunțul către păstori, Circumcizia și Nunta la Cannae. În 1591, Carbajal a pictat la Toledo, împreună cu Blas del Prado⁠(d), în mănăstirea Minimilor și a lucrat cu alți pictori în Palatul Pardo, precum și în 1615 în sala capitulară a catedralei din Toledo. Printre lucrările sale se numără un portret al Arhiepiscopului Bartolomé Carranza⁠(d) .
Unele dintre aceste lucrări se află acum la Museo del Prado din Madrid.